# Gold-Diggers Sound
Gold-Diggers Sound — третий студийный альбом американского соул-певица Леона Бриджеса, изданный 29 января 2021 года лейблом Columbia Records. Альбом получил широкое признание и положительные оценки музыкальных критиков. Также альбом был номинирован на Грэмми-2022 в категории Лучший альбом в стиле ритм-н-блюз.

## История
Название альбома происходит от одноимённой «студии, отеля и бара/пикника», расположенного в Восточном Голливуде, где Бриджес жил во время написания и записи песен альбома. В 2019 году Бриджес провел в Gold-Diggers вечеринку по случаю Грэмми, а позже начал резидентство в отеле, приглашая музыкантов для сотрудничества. Он начал с написания мелодий и текстов поверх их импровизаций. У него не было запланированной концепции для большинства песен альбома, но для нескольких композиций она была. Например, песня «Magnolias» вдохновлена музыкой Sade. Однако Бриджес принял сознательное решение дистанцироваться от звучания своего дебютного альбома Coming Home (2015) и второго альбома Good Thing (2018), вместо этого выбрав «непредсказуемый» подход.

## Отзывы
| Совокупная оценка | Совокупная оценка |
| Источник          | Оценка            |
| ----------------- | ----------------- |
| AnyDecentMusic?   | 7.5/10            |
| Metacritic        | 81/100            |
| Оценки критиков   |                   |
| Источник          | Оценка            |
| AllMusic          | [ 7 ]             |
| Clash             | 9/10              |
| DIY               | [ 9 ]             |
| Exclaim!          | 7/10              |
| The Independent   | [ 11 ]            |
| NME               | [ 12 ]            |
| The Observer      | [ 13 ]            |
| Pitchfork         | 7.0/10            |
| Rolling Stone     | [ 15 ]            |
| Uncut             | 7/10              |

Альбом получил положительные отзывы музыкальной критики и интернет-изданий. Он получил 81 из 100 баллов на интернет-агрегаторе Metacritic. Сайт AnyDecentMusic? дал ему 7.5 из 10.
Макс Белл из газеты The Guardian назвал Gold-Diggers Sound «замечательным и прогрессивным R&B альбомом» и отметил «самые эклектичные композиции в карьере Бриджеса, а также его самое эмоционально прозрачное написание песен».
«От начала и до конца Бриджес предлагает доброжелательный, интеллектуальный и действительно удовлетворяющий R&B», — написала Аллан Рэйбл из Good Morning America: «Это насыщенная музыка для взрослых, но при этом она обладает настоящей поп-привлекательностью».

### Итоговые списки
| Публикация           | Список                 | Ранг | Ссылки |
| -------------------- | ---------------------- | ---- | ------ |
| Good Morning America | 50 best albums of 2021 | 10   | [ 18 ] |

## Список композиций
По данным:
| №                   | Название                                  | Автор(ы)                                                                                                | Продюсеры                                                               | Длительность |
| ------------------- | ----------------------------------------- | --- | ----------------------------------------------------------------------- | ------------ |
| 1.                  | «Born Again» (при участии Robert Glasper) | Todd Bridges Eric Frederic Роберт Гласпер Daniel Stanfill                                               | Ricky Reed Nate Mercereau Роберт Гласпер Josh Block [a]                 | 3:43         |
| 2.                  | «Motorbike»                               | Bridges Frederic Paris Strother Dan Wilson Nate Mercereau                                               | Reed Mercereau                                                          | 3:08         |
| 3.                  | «Steam»                                   | Bridges Frederic Mercereau Justin Tranter Trevor Lawrence Antoine Katz Jordan Blackmon Atia "Ink" Boggs | Reed Mercereau Steve Wyreman [a]                                        | 3:23         |
| 4.                  | «Why Don't You Touch Me»                  | Bridges Kim "Kaydence" Krysiuk Frederic Jeff Baranowski Luke Milano                                     | Reed Mercereau 9AM King Garbage [b] Mike Blankenship [b] Josh Block [a] | 3:17         |
| 5.                  | «Magnolias»                               | Bridges Frederic Mercereau Steven Cheung Rome Castille Michael Neil Steve Wyreman Boggs                 | Reed Mercereau Wyreman [a]                                              | 3:22         |
| 6.                  | «Gold-Diggers (Junior's Fanfare)»         | Lemar Guillary                                                                                          | Reed Mercereau Lemar Guillary [a]                                       | 0:41         |
| 7.                  | «Details»                                 | Bridges Frederic Mercereau Amber Strother                                                               | Reed Mercereau King Garbage Wyreman [a]                                 | 3:16         |
| 8.                  | «Sho Nuff»                                | Bridges Frederic Mercereau Wyreman Boggs Ian Fitchuk Daniel Tashian Austin Jenkins Castille             | Reed Mercereau Wyreman [a]                                              | 3:07         |
| 9.                  | «Sweeter» (при участии Terrace Martin)    | Bridges Terrace Martin Frederic Wilson Castille Mercereau Zach Cooper Vic Dimotsis                      | Reed Mercereau                                                          | 2:48         |
| 10.                 | «Don't Worry» (при участии Ink)           | Bridges Frederic Mercereau Wyreman Boggs Josh Crumbly Amber Strother                                    | Reed Mercereau Wyreman [a]                                              | 6:41         |
| 11.                 | «Blue Mesas»                              | Bridges Frederic Stanfill Harold Lilly Olivia Salas                                                     | Reed Mercereau DJ Stanfill                                              | 3:15         |
| Общая длительность: | Общая длительность:                       | Общая длительность:                                                                                     | Общая длительность:                                                     | 36:41        |

Notes
- ↑  сопродюсер
- ↑  дополнительный продюсер

## Чарты
| Чарт (2021)                          | Высшая позиция |
| ------------------------------------ | -------------- |
| Австралия (ARIA)                     | 25             |
| Бельгия/Фландрия (Ultratop)          | 22             |
| Бельгия/Валлония (Ultratop)          | 115            |
| Канада (Canadian Albums Chart)       | 51             |
| Нидерланды (Album Top 100)           | 17             |
| Германия (Offizielle Top 100)        | 81             |
| Новая Зеландия (RMNZ)                | 31             |
| Шотландия (Scottish Albums Chart)    | 57             |
| Швейцария (Schweizer Hitparade)      | 51             |
| Великобритания (UK Albums Chart)     | 93             |
| Великобритания (UK R&B Albums Chart) | 4              |
| США (Billboard 200)                  | 17             |